# La Côte-de-Gaspé
Pour les articles homonymes, voir Gaspé.
Côte-de-Gaspé est une municipalité régionale de comté (MRC) du Québec située dans la région de la Gaspésie–Îles-de-la-Madeleine. Son chef-lieu est Gaspé. 

## Géographie
La MRC occupe un territoire de 4 130,04 km2 divisé en deux parties : la zone littorale et l’intérieur des terres. La zone littorale est une mince bande de terre coincée entre la mer et la montagne. La majeure partie du littoral a une végétation de type forêt mixte et une partie du littoral nord est de type forêt boréale. L'intérieur des terres est formé des monts Notre-Dame, l'altitude varie entre 300 et 700 mètres. Murdochville est la seule municipalité de ce territoire. Les vallées, anses et terrasses ont permis l’établissement humain .

### Entités territoriales
La MRC est constituée de six municipalités locales et d'un territoire non organisé.
| Nom                | Statut                  | Population 2021 | Superficie (km2) | Densité (h/km2) | Ref. |
| ------------------ | ----------------------- | --------------- | ---------------- | --------------- | ---- |
| Cloridorme         | Municipalité de canton  | 607             | 160,6            | 3,78            |      |
| Collines-du-Basque | Territoire non organisé | 0               | 824              | 0               |      |
| Gaspé              | Ville                   | 15 063          | 1 121            | 13,44           |      |
| Grande-Vallée      | Municipalité            | 1 077           | 142,1            | 7,58            |      |
| Murdochville       | Ville                   | 643             | 63,8             | 10,08           |      |
| Petite-Vallée      | Municipalité            | 157             | 40,8             | 3,85            |      |
| Rivière-Saint-Jean | Territoire non organisé | 0               | 1 739,7          | 0               |      |
| Total              | Total                   | 17 547          | 4 130            | 4,25            |      |

## Démographie

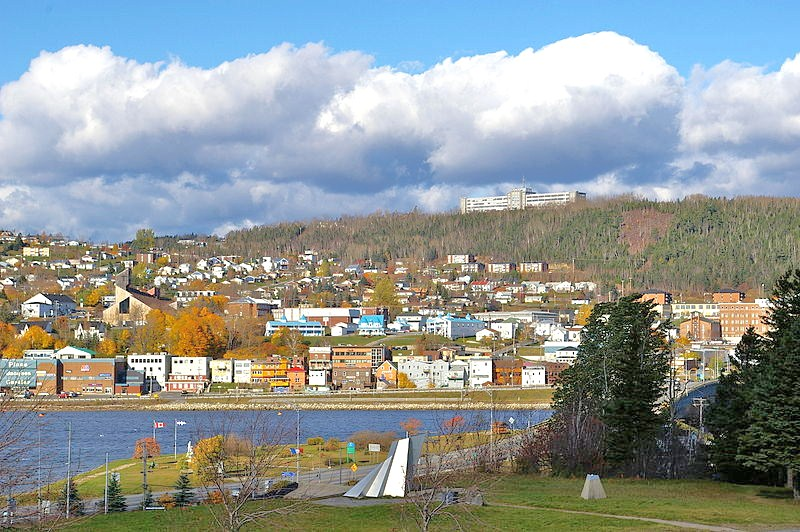
Gaspé

| 1991   | 1996   | 2001   | 2006   | 2011   | 2016   | 2021   |
| ------ | ------ | ------ | ------ | ------ | ------ | ------ |
| 20 903 | 20 851 | 18 545 | 17 888 | 17 985 | 17 117 | 17 547 |

## Administration
| Période | Période | Identité              | Étiquette | Qualité                  |
| ------- | ------- | --------------------- | --------- | ------------------------ |
| 1982    | 1983    | Jean-Claude Côté      |           | Maire de Grande-Vallée   |
| 1983    | 1985    | Robert Pidgeon        |           | Maire de Gaspé           |
| 1985    | 1992    | Guy Gleeton           |           | Maire de Cloridorme      |
| 1992    | 1993    | Nelson Fournier       |           | Maire de Grande-Vallée   |
| 1993    | 1994    | Amédée Dumaresq       |           | Maire de Gaspé           |
| 1994    | 2005    | Noël-Marie Clavet     |           | Maire de Petite-Vallée   |
| 2005    | 2013    | François Roussy       |           | Maire de Gaspé           |
| 2013    | 2017    | Delisca Ritchie Rousy |           | Mairesse de Murdochville |
| 2017    | ...     | Daniel Côté           |           | Maire de Gaspé           |